# Syzeuctus guatemalensis
Syzeuctus guatemalensis là một loài tò vò trong họ Ichneumonidae.